# Marxloh

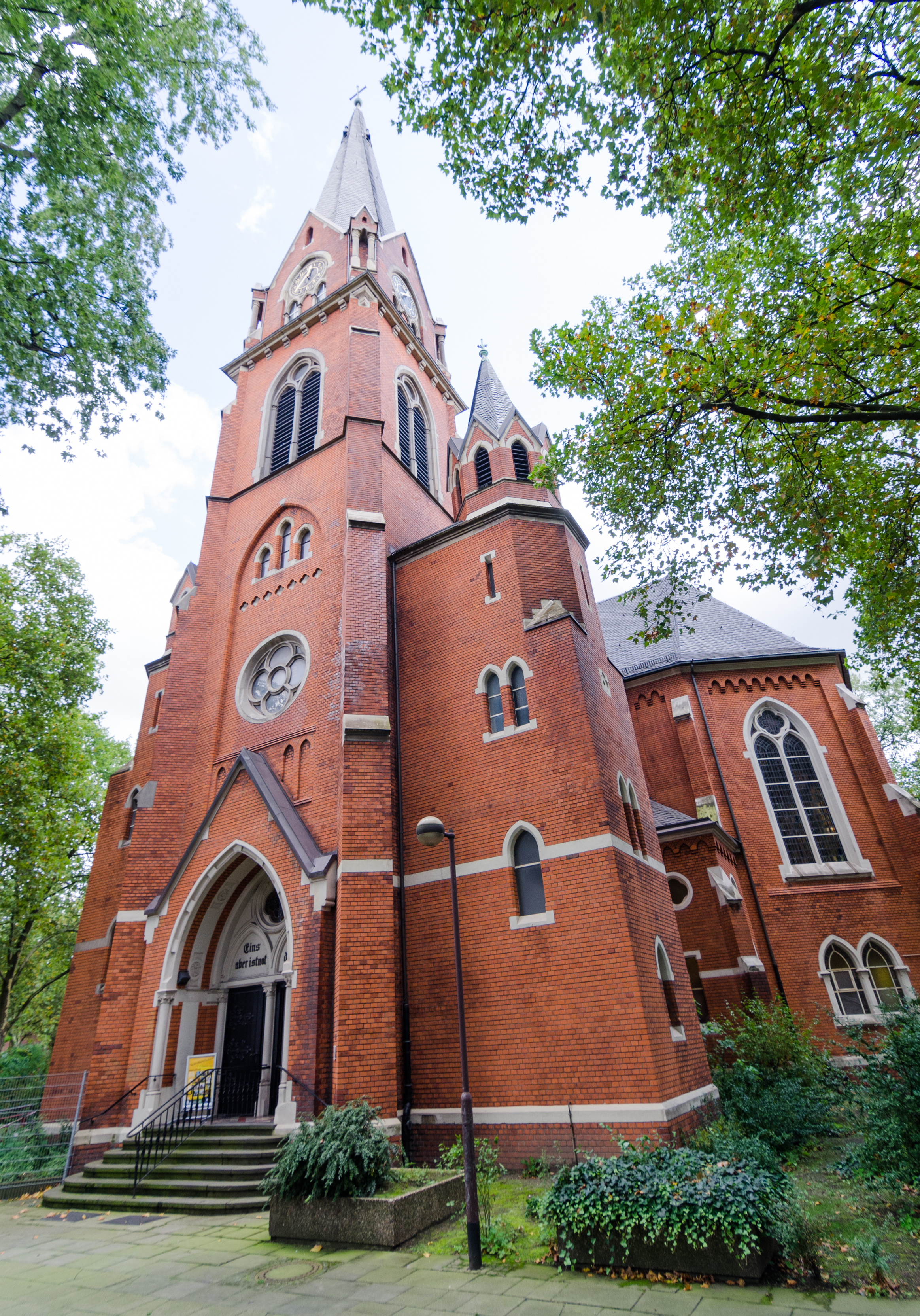
Turm der evangelischen Kreuzeskirche

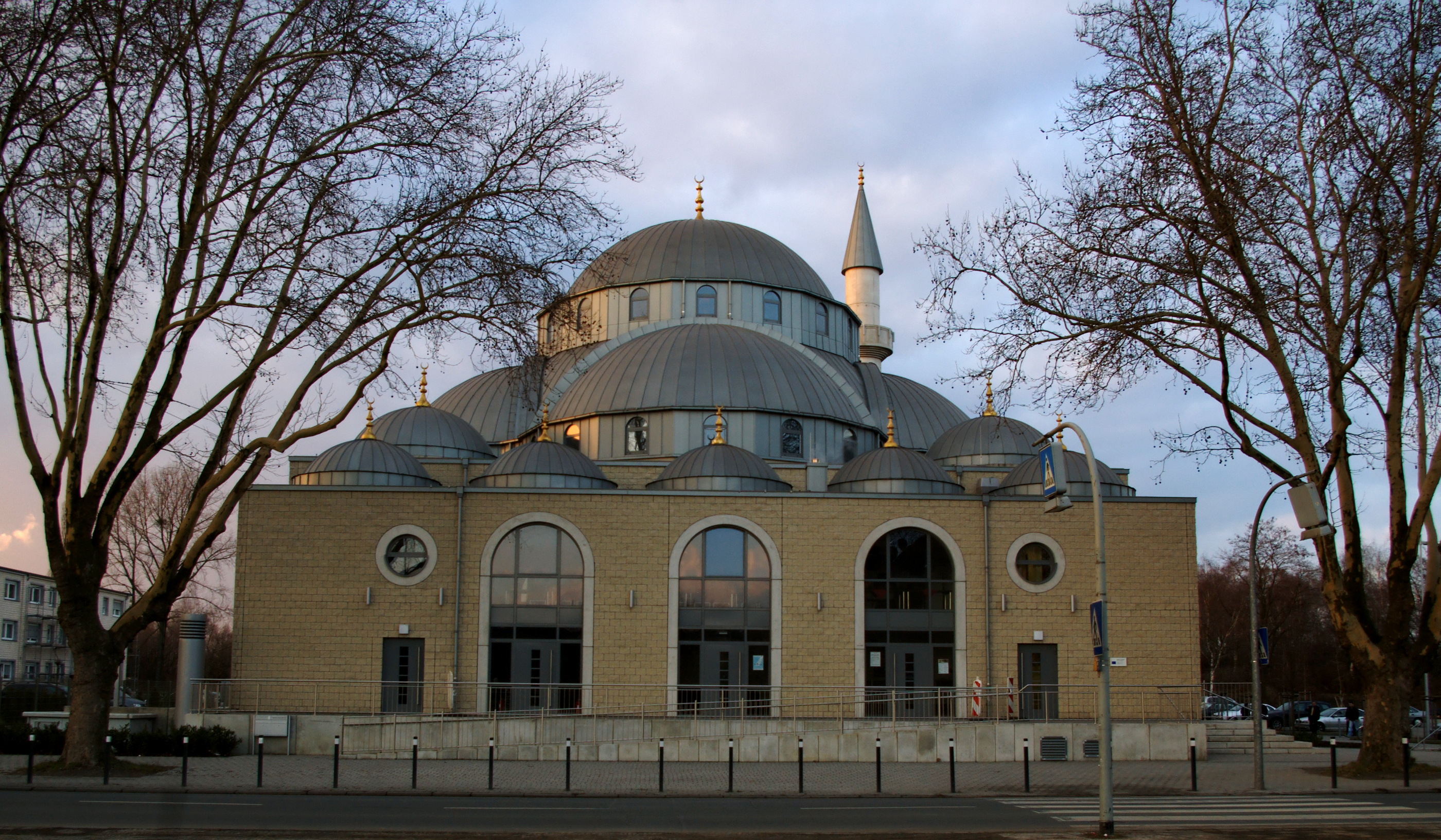
DITIB-Merkez-Moschee

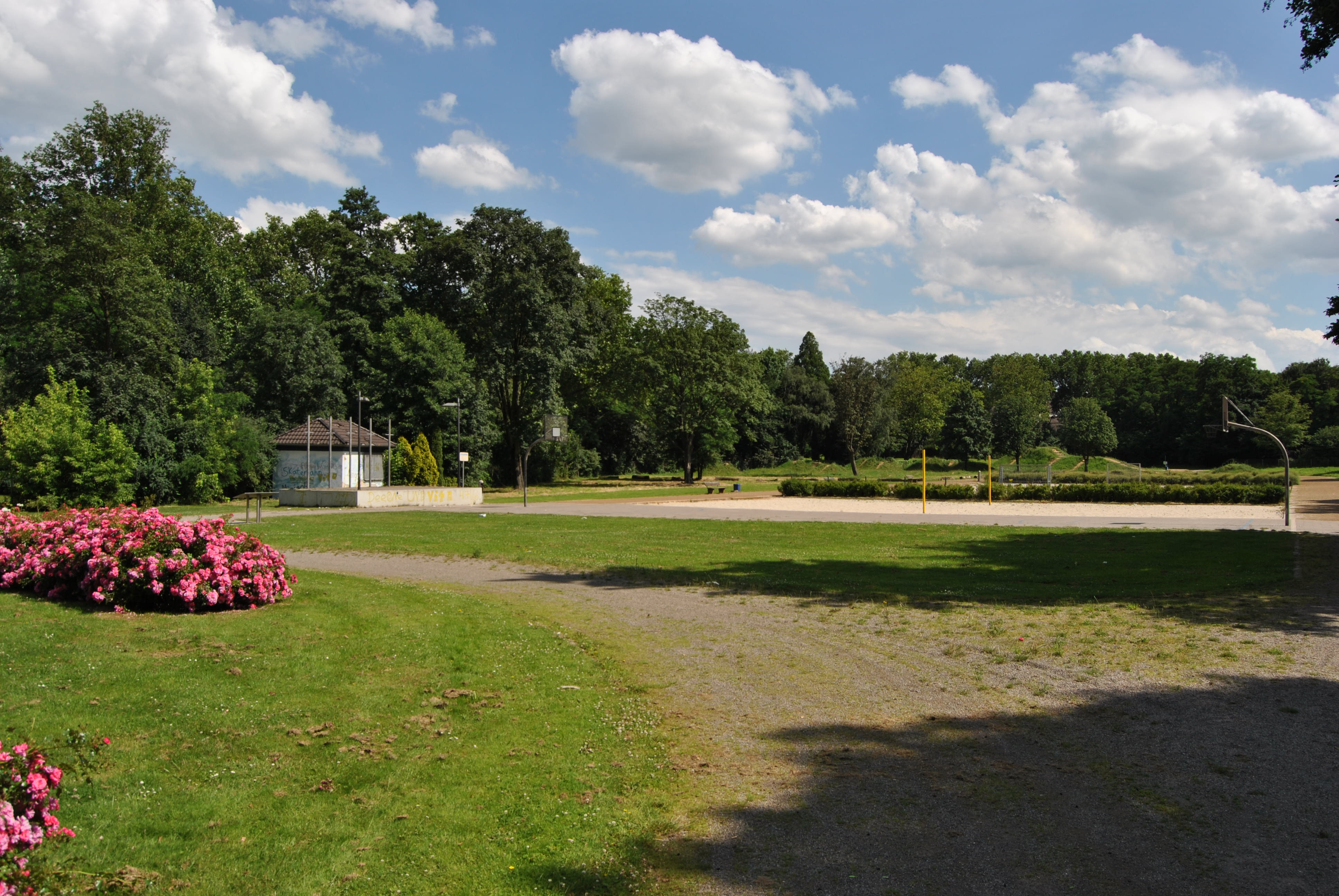
Volkspark Schwelgern

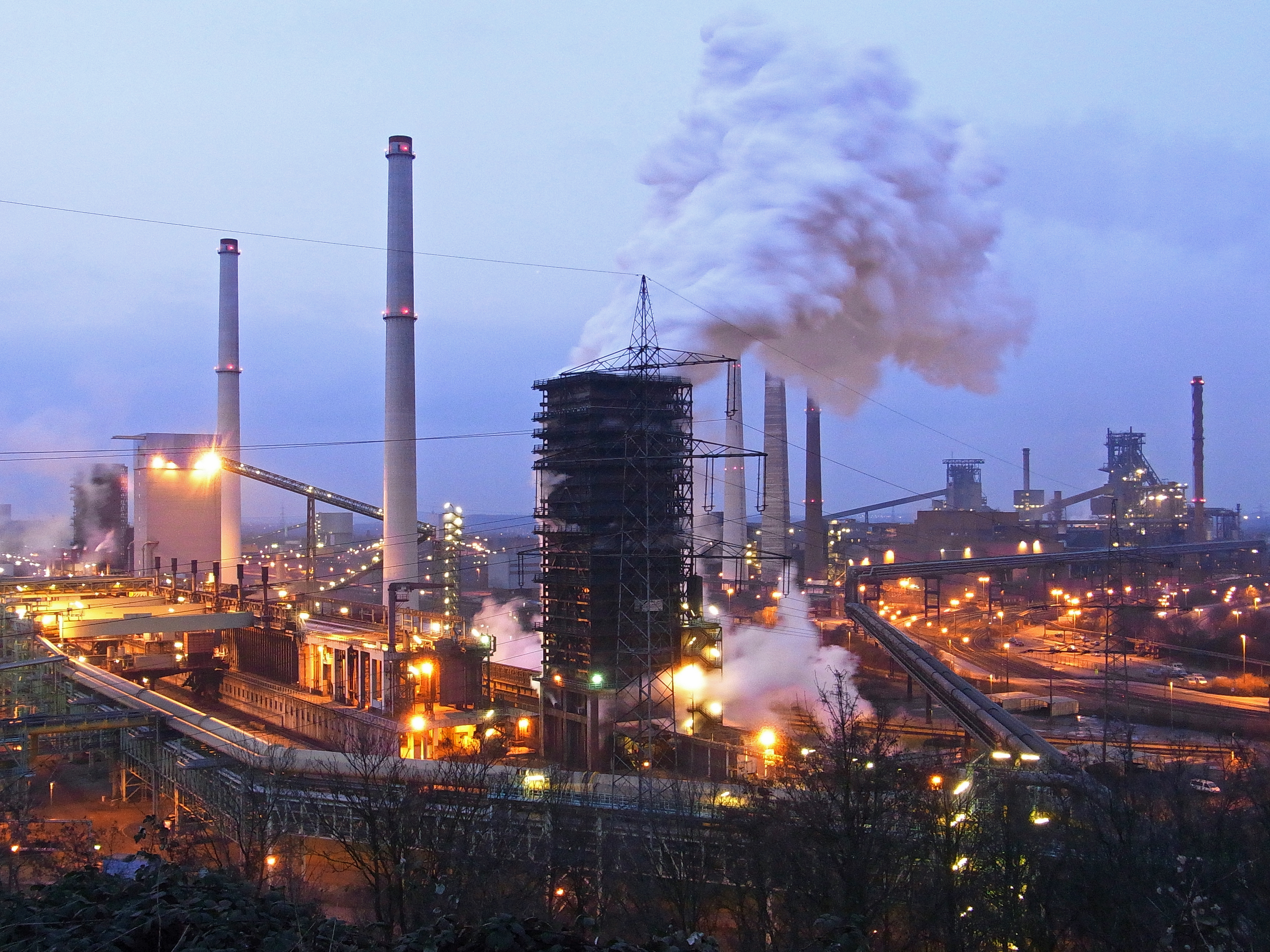
Blick vom Alsumer Berg auf die Kokerei Schwelgern mit dem ThyssenKrupp-Stahlwerk im Hintergrund

Marxloh ist ein Duisburger Stadtteil im Stadtbezirk Hamborn mit 22.010 Einwohnern (Stand 31. Dezember 2023). Er gehörte früher zum Stadtkreis Hamborn, der 1929 mit dem Stadtkreis Duisburg vereinigt wurde.

## Geschichte
Der Ortsname leitet sich von Mersch für feuchtes Weideland und Loh für Hochwald ab. Aus Mersloe oder Merxloe wurde ab dem 17. Jahrhundert Marxloh.
Keimzelle des Ortes war der Schultenhof zu Marxloh, der urkundlich zwar erst 1421 erwähnt wird, aber u. a. aufgrund seiner baulichen Eigenschaften als einige Jahrhunderte älter einzuschätzen ist. Der Hof besaß ein System von Wassergräben und einen Turm, der als Speicher und Zufluchtsort genutzt werden konnte. Daraus kann mit einiger Sicherheit geschlossen werden, dass der Hof Sitz einer Ritter- oder zumindest Dienstmannsfamilie war.
Der Hof lag dort, wo heute die Schulte-Marxloh-Straße auf die Kaiser-Friedrich-Straße trifft, und hatte über Jahrhunderte das Recht auf den Zehnten der zu dem Schultenhof gehörenden Bauerschaft, die auch die Höfe Großeloh, Warbruck und Kleinemühl umfasste. Der Schultenhof war dem Oberhof Beeck untergeordnet, welcher wie der Schultenhof dem Stift Essen gehörte.
Marxloh gehörte zum Beecker Kirchspiel und dem gebietsgleichen Amt Beeck, welches wiederum ab 1612 dem Drosten von Dinslaken unterstellt war. Damit gehörte Marxloh wie auch die umliegenden Orte und der Großteil des heutigen rechtsrheinischen Duisburg lange Zeit zum Herzogtum Kleve.
Im Jahr 1900 wurde Marxloh zusammen mit den Orten Alsum, Schwelgern, Bruckhausen, Fahrn und Schmidthorst-Neumühl als neue Landbürgermeisterei Hamborn aus der Gemeinde Beeck herausgelöst. Elf Jahre später wurde die Landbürgermeisterei zur Stadt Hamborn erhoben, welche 1929 in der Stadt Duisburg-Hamborn aufging.
Ein Großteil Marxlohs wurde in der Zeit der Industrialisierung des Ruhrgebiets, d. h. zwischen 1880 und 1910, errichtet.
Seit Mitte der 1970er Jahre sieht sich Marxloh einem massiven Strukturwandel ausgesetzt, der insbesondere durch einen starken Verlust an Arbeitsplätzen in der Großindustrie getrieben wurde, als Konsequenz aber auch kleinere und mittlere Gewerbe traf.

## Ortsentwicklung
Die Einwohnerzahlen von Marxloh entwickelten sich wie folgt:
| Jahr              | Einwohnerzahl |
| ----------------- | ------------- |
| 1843              | 321           |
| 1895              | 1.522         |
| 1925              | 35.872        |
| 1939              | 34.229        |
| 1962              | 27.964        |
| 1964              | 27.125        |
| 1990              | 22.113        |
| 1998              | 19.808        |
| 2000              | 18.964        |
| 31. Dezember 2003 | 18.301        |
| 31. Dezember 2004 | 18.058        |
| 31. Dezember 2005 | 17.763        |
| 31. Dezember 2006 | 17.681        |
| 31. Dezember 2007 | 17.675        |
| 31. Dezember 2008 | 17.494        |
| 31. Dezember 2009 | 17.313        |
| 31. Dezember 2010 | 17.522        |
| 31. Dezember 2011 | 17.585        |
| 31. Dezember 2012 | 17.767        |
| 31. Dezember 2013 | 18.643        |
| 31. Dezember 2014 | 18.985        |
| 31. Dezember 2015 | 19.818        |
| 31. Dezember 2016 | 20.422        |
| 31. Dezember 2017 | 20.337        |
| 31. Dezember 2018 | 20.879        |
| 31. Dezember 2019 | 21.143        |
| 31. Dezember 2020 | 20.957        |
| 31. Dezember 2021 | 21.530        |
| 31. Dezember 2022 | 22.106        |
| 31. Dezember 2023 | 22.010        |

## Marxloh heute
Die Stahlindustrie prägt noch heute das Stadtbild von Marxloh bzw. der direkten Umgebung: 46 Prozent der Fläche wird durch Industrie und Gewerbe genutzt, 30 Prozent für Straßen, Wege und andere Infrastruktur, 15 Prozent für Grünfläche und 9 Prozent für Wohnsiedlungen.
Nach einer Studie der Universität Duisburg-Essen von 1998 war die Bevölkerungsentwicklung in Marxloh in den vergangenen Jahrzehnten durch einen deutlichen Bevölkerungsrückgang bei gleichzeitigem Anstieg des Ausländeranteils gekennzeichnet (Ausländeranteil 1975: 18,8 Prozent, 1987: 27,8, 2002: 34,7). In den letzten Jahren stieg die Bevölkerungszahl wieder an; der Ausländeranteil nahm weiter zu. Gemäß Einwohnerstatistik der Stadt Duisburg waren Ende 2023 13.952 oder 63,4 Prozent der Einwohner Marxlohs Ausländer ohne deutsche Staatsangehörigkeit. 2015 stellten Menschen mit Migrationshintergrund, vorwiegend Zuwanderer aus Südosteuropa und der Türkei, 64 Prozent der Bevölkerung.
Mitte der 1990er Jahre haben mehr und mehr türkischstämmige Bürger auf der Weseler Straße Geschäfte eröffnet. In den 2000er Jahren kristallisierten sich als Schwerpunkte Braut- und Abendmode- sowie Juweliergeschäfte heraus. Heute gilt die Weseler Straße als die Hochzeitsmeile Deutschlands.
Im Juli 2015 warnte die Polizei Nordrhein-Westfalen vor No-go-Areas und rechtsfreien Räumen, da die öffentliche Ordnung und Sicherheit durch die Bildung von arabischen Großfamilien-Clans „akut gefährdet“ und „langfristig nicht gesichert“ sei. Anwohner und Geschäftsleute trauten sich aus Angst nachts nicht mehr auf die Straße. Die Polizeipräsenz wurde aufgrund der Situation erhöht.
2016 zählte die WAZ 88 wilde Müllkippen in Marxloh.

## Verkehr
Marxloh ist über die Anschlussstellen Duisburg-Marxloh der A 59 sowie die Anschlussstelle Oberhausen-Holten der A 3 erreichbar.
Zudem ist die Zentralhaltestelle Marxloh Pollmann ein wichtiger Knotenpunkt im Netz der Duisburger Verkehrsgesellschaft (kurz: DVG), da sie die nördliche Kreuzung der beiden Straßenbahnlinien 901 und 903 der Stadtbahn Duisburg darstellt. Beide Linien verbinden Marxloh Pollmann in etwa 20 Minuten mit dem Hauptbahnhof. An der Haltestelle Marxloh Pollmann bestehen Umsteigemöglichkeiten zu mehreren Buslinien ins nördliche Duisburg. Die Busse und Straßenbahnen werden von der DVG betrieben.
| Linie | Verlauf |                            |
| ----- | --- | -------------------------- |
| 901   | DU-Obermarxloh – Marxloh Pollmann – Bruckhausen – Beeck – Laar – Scholtenhofstraße1 – Ruhrort Bf – Ruhrort Friedrichsplatz – Kaßlerfeld – Rathaus – König-Heinrich-Platz – Duisburg Hbf – Zoo/Uni2 – Mülheim-Raffelberg – Speldorf – Schloß Broich – MH-Stadtmitte – Mülheim Hbf Zur HVZ mit zusätzlicher Fahrt zwischen 1 und 2 jeweils 5 Minuten abweichend auf den Regeltakt | 15 min                     |
| 903   | Dinslaken Bf1 – Watereck2 – Walsum Rathaus – Fahrn Schwan – Marxloh Pollmann – Hamborn Rathaus – Landschaftspark Nord – Meiderich Bf – Auf dem Damm – Duissern – Duisburg Hbf – König-Heinrich-Platz – Steinsche Gasse – Pauluskirche – Hochfeld Süd Bf – Rheintörchenstraße3 – Wanheim-Angerhausen – Hüttenheim4                                                               | 15 min (1-4) 7,5 min (2-3) |
| 917   | DU-Hochheide Markt – Homberg Bismarckplatz – Ruhrort Friedrichsplatz – Ruhrort Bf –Laar Scholtenhofstraße – Beeck Brauerei – Mittelmeiderich – Auf dem Damm – Meiderich Bf – Meiderich Ost Bf – Obermeiderich Oberhauser Straße |                            |
| 935   | OB-Sterkrade Bf – Buschhausen Friesen-/Beerenstraße – Duisburg-Röttgersbach – Marxloh Pollmann – Hamborn – Duisburg-Neumühl – Buschhausen Westmarkstraße – Oberhausen-Lirich – Bero-Zentrum – Oberhausen Hbf – Anne-Frank-Realschule |                            |
| 995   | Duisburg-Marxloh Pollmann – Obermarxloh – Duisburg-Neumühl – Buschhausen Westmarkstraße – Lirich – Bero-Zentrum – Oberhausen Hbf – Anne-Frank-Realschule |                            |

## Bauwerke und Sehenswürdigkeiten
- Volkspark Schwelgern mit Schwelgernstadion
- Pumpwerk Schwelgern
- Kiebitzmühle
- Pollmannhaus
- Kreuzeskirche
- St. Peter
- DITIB-Merkez-Moschee (⊙): Marxloh ist Standort der am 26. Oktober 2008 eröffneten DITIB-Merkez-Moschee, einer der größten Moscheen in Deutschland.
- Werkssiedlung Thyssen

## Personen mit Bezug zu Marxloh
- Wilhelm Theodor Grillo (1819–1889), deutscher Unternehmer
- Ernst Krahl (1867–1944), deutscher Gymnasiallehrer und -direktor
- Rolf Cebin (* 1945), deutscher Polizist und ehemaliger Polizeipräsident in Duisburg
- Harald Jähner (* 1953), deutscher Autor und Journalist
- Zülfiye Kaykin (* 1968), deutsche Politikerin und ehemalige Staatssekretärin für Integration im Ministerium für Arbeit, Integration und Soziales des Landes Nordrhein-Westfalen
- Ahmet Öner (* 1971), türkischer Boxmanager und -promoter sowie früherer Profiboxer
- Aslı Sevindim (* 1973), türkische Journalistin, Rundfunkmoderatorin und Schriftstellerin
- Kamal El Amrani (* 1977), marokkanischer Thai- und Kickboxweltmeister